# Lamina perpendicolare
La lamina perpendicolare è una lamina impari mediana che rappresenta la porzione inferiore della lamina verticale dell'osso etmoide.
È una porzione fondamentale del setto nasale, e si articola posteriormente con la cresta sfenoidale dell'osso sfenoide, inferiormente si articola con la faccia superiore del vomere, e anteriormente si connette poi con la cartilagine nasale. Il margine antero-superiore entra in articolazione con la spina nasale dell'osso frontale.